# Chatto & Windus
Chatto & Windus a fost o editură din Marea Britanie, care este începând din 1987 o marcă a companiei Random House. Ea a fost inițial o editură importantă din Londra, fondată în era victoriană.
Firma s-a dezvoltat din afacerea editorială a lui John Camden Hotten, fondată în 1855. După moartea lui în 1873, ea a fost vândută către partenerul secundar al lui Hotten, Andrew Chatto (1841-1913), care l-a luat pe poetul W. E. Windus în calitate de partener. Chatto & Windus a publicat lucrări de Mark Twain, W. S. Gilbert, Wilkie Collins, Richard Aldington, Frederick Rolfe (ca Fr. Rolfe), Aldous Huxley, Samuel Beckett, celebrul roman neterminat Weir of Hermiston (1896) al lui Robert Louis Stevenson și prima traducere în limba engleză a romanului À la recherche du temps perdu de Marcel Proust (Remembrance of Things Past, C. K. Scott-Moncrieff, 1922), printre alții.
În 1946, compania a preluat editura Hogarth Press, fondată în 1917 de Leonard și Virginia Woolf. Activă ca editură independentă până în 1969, când a fuzionat cu Jonathan Cape, ea a publicat în principal lucrări literare, inclusiv romane și poezii. Ea nu are legătură, cu excepția unei tradiții istorice minore, cu Pickering & Chatto Publishers.